# Invertor solar

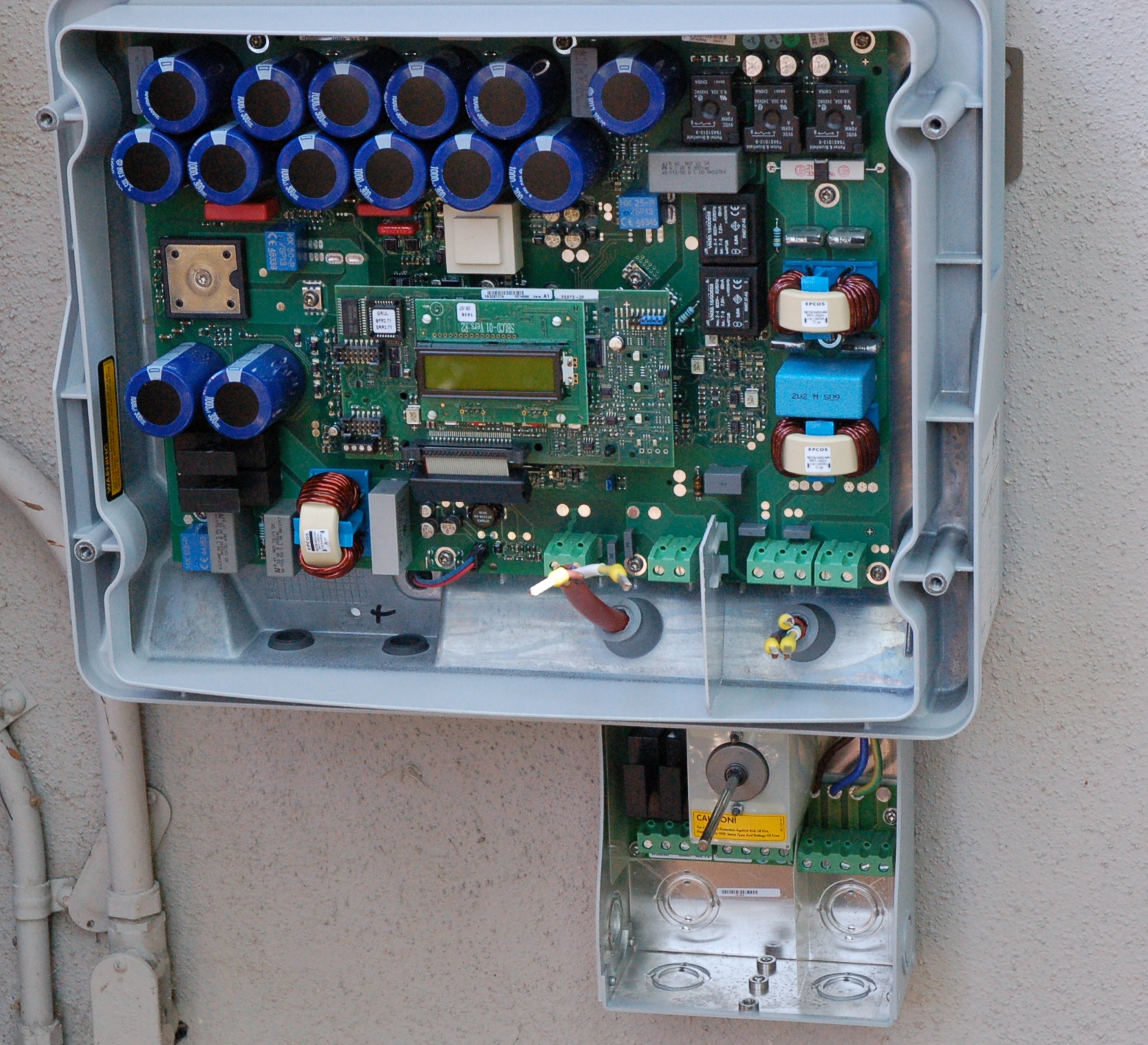
Vedere interioară a unui invertor solar. Se observă mulți condensatori mari (cilindrii albaștri), utilizați pentru a estompa zgomotul de frecvență dublă a liniei care apare datorită sistemului monofazat de curent alternativ.

Un invertor solar sau invertor fotovoltaic (PV) este un tip de invertor de putere care convertește ieșirea variabilă de curent continuu (CC) a unui panou solar fotovoltaic într-un curent alternativ (CA) care poate alimenta o rețea electrică comercială sau poate fi utilizat într-o rețea electrică locală, separată. Este o componentă de echilibru critic al sistemului dintr-un sistem fotovoltaic, care permite utilizarea echipamentelor obișnuite alimentate cu curent alternativ. Invertoarele de energie solară au funcții speciale adaptate pentru utilizarea cu rețele fotovoltaice, inclusiv urmărirea punctului de putere maximă și protecție anti-insulare.

## Clasificare

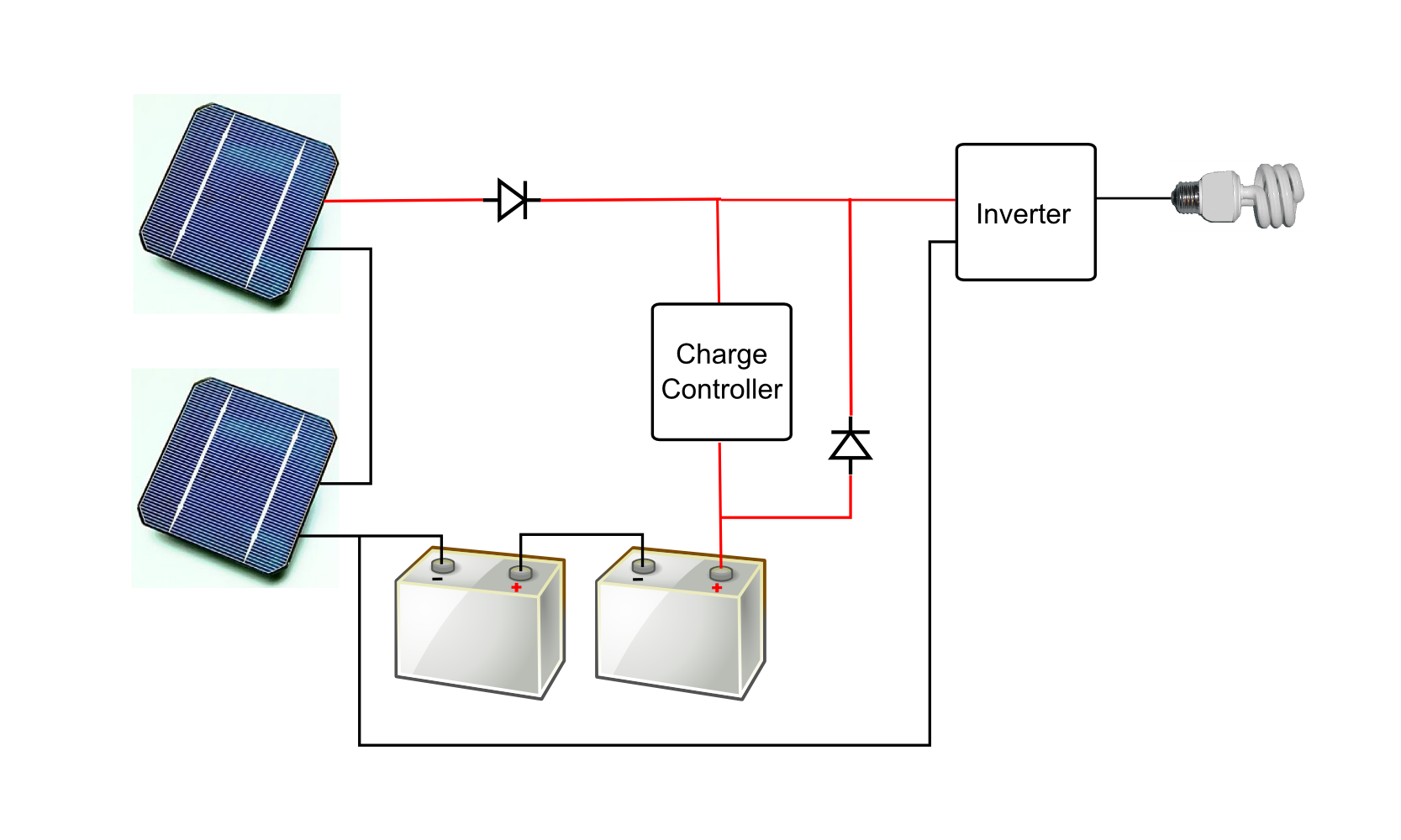
Sistem de alimentare autonom cu stocare în baterie

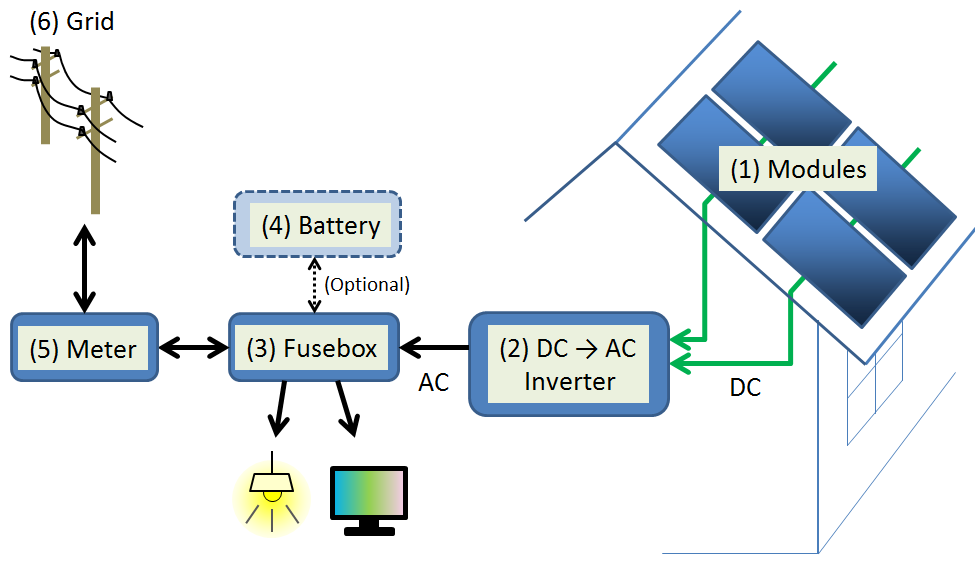
Schemă simplificată a unui sistem de energie fotovoltaic rezidențial conectat la rețea

Invertoarele solare se pot clasifica în patru tipuri principale:
1. Invertoare autonome, utilizate în sistemele de alimentare autonome în care invertorul își extrage energia de CC din bateriile încărcate de rețele fotovoltaice. Multe invertoare autonomee încorporează și încărcătoare de baterii integrate pentru a reumple bateria de la o sursă de curent alternativ, atunci când este disponibilă. În mod normal, acestea nu interacționează în niciun fel cu rețeaua de utilități și, ca atare, nu trebuie să aibă protecție anti-insulare.
2. Invertoare atașate la rețea, care se potrivesc în fază cu o undă sinusoidală furnizată de rețea. Invertoarele atașate sunt proiectate pentru a se opri automat la pierderea alimentării cu energie din rețea, din motive de siguranță. Ele nu oferă energie de rezervă în timpul întreruperii alimentării din rețea.
3. Invertoarele cu rezervă în baterie sunt invertoare speciale care sunt concepute pentru a extrage energie dintr-o baterie, a gestiona încărcarea bateriei prin intermediul unui încărcător inclus și a exporta excesul de energie către rețeaua de alimentare. Aceste invertoare sunt capabile să furnizeze energie de CA unor sarcini de consumator în timpul unei întreruperi ale rețelei de alimentare și trebuie să aibă protecție anti-insulare.
4. Invertoarele hibride inteligente gestionează rețeaua fotovoltaică, bateria de stocare și rețeaua de alimentare, care sunt toate cuplate direct la unitate. Aceste sisteme moderne complet integrate sunt de obicei extrem de versatile și pot fi utilizate pentru aplicații atașate la rețea, autonome sau de rezervă, dar funcția lor principală este autoconsumul cu utilizarea stocării.

## Urmărirea punctului de putere maximă
Invertoarele solare utilizează urmărirea punctului de putere maximă (en. MPPT) pentru a obține energia maximă posibilă de la panourile fotovoltaice. Celulele solare au o relație complexă între iradierea solară, temperatură și rezistența totală, ceea ce produce o eficiență de ieșire neliniară cunoscută sub denumirea de curba I-V. Scopul sistemului MPPT este de a măsura ieșirea celulelor și de a determina o rezistență (sarcină) să obțină energia maximă în orice condiții de mediu date.
Factorul de umplere este un parametru care, în combinație cu tensiunea de circuit deschis (Voc) și curentul de scurtcircuit (Isc) ale panoului, determină puterea maximă provenită de la o celulă solară. Factorul de umplere este definit ca raportul dintre puterea maximă de la celula solară și produsul dintre Voc și Isc.
Există trei tipuri importante de algoritmi MPPT: perturbare și observare, conductanță incrementală și tensiune constantă. Primele două tipuri sunt adesea denumite metode de urcare; deoarece se bazează pe curba de putere trasată în funcție de tensiunea care crește la stânga punctului de putere maximă și scade la dreapta acestuia.

## Invertoare solare atașate la rețea

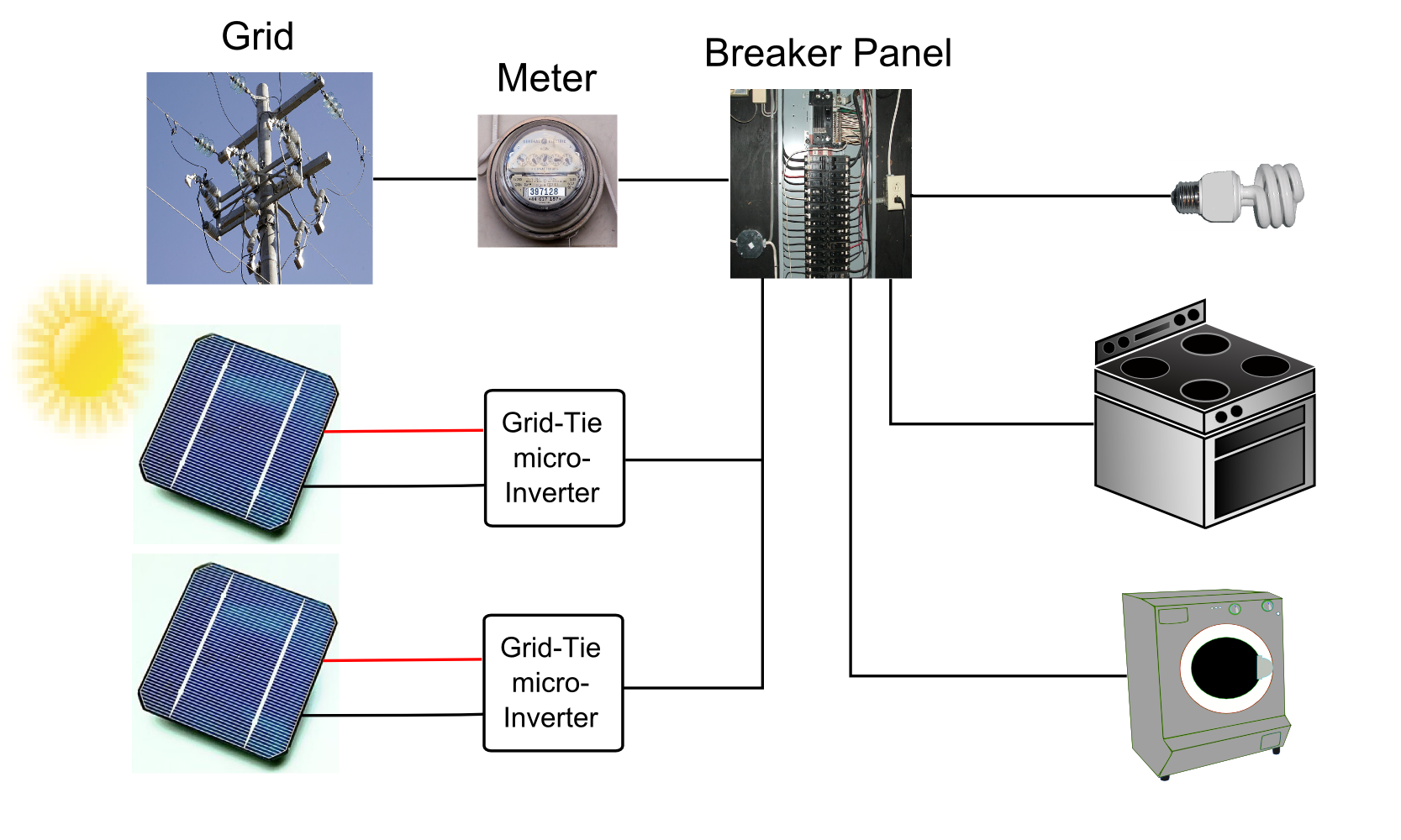
Micro-invertoare solare într-un sistem de casă conectat la rețea

Rolul principal al invertoarelor interactive sau sincrone sau pur și simplu al invertorului de rețea este acela de a sincroniza faza, tensiunea și frecvența liniei de alimentare cu cele ale rețelei. Invertoarele solare atașate la rețea sunt proiectate să se deconecteze rapid de la rețea dacă rețeaua se defectează. Aceasta este o reglementare care asigură că, în cazul unei pene de curent, invertorul atașat la rețea se va opri pentru a preveni ca energia pe care o produce să accidenteze lucrătorii trimiși să repare rețeaua electrică.
Invertoarele atașate disponibile astăzi pe piață folosesc o serie de tehnologii diferite. Invertoarele pot folosi transformatoare mai noi de înaltă frecvență, transformatoare convenționale de joasă frecvență sau pot fi fără transformator. În loc să convertească curentul continuu direct la 120 sau 240 volți CA, transformatoarele de înaltă frecvență folosesc un proces computerizat în mai multe etape care implică conversia puterii în CA de înaltă frecvență și apoi înapoi la CC și apoi la tensiunea finală de ieșire în CA.
Din punct de vedere istoric, au existat preocupări cu privire la conectarea sistemelor electrice fără transformator în rețeaua de distribuție publică. Preocupările provin din faptul că există o lipsă de izolare galvanică între circuitele de CC și CA, care ar putea permite trecerea defecțiunilor de CC periculoase pe partea de CA. Specificațiile VDE 0126-1-1 și IEC 6210 au fost modificate pentru a permite și defini mecanismele de siguranță necesare pentru astfel de sisteme. În primul rând, detectarea curentului rezidual sau de împământare este utilizată pentru a detecta posibile condiții de defecțiune. De asemenea, sunt efectuate și teste de izolare pentru a asigura separarea între CC și CA.
Unele invertoare solare sunt proiectate pentru a fi conectate la o rețea comună și nu vor funcționa atunci când nu detectează prezența rețelei. Acestea conțin circuite speciale pentru a se potrivi precis cu tensiunea, frecvența și faza rețelei. Atunci când nu este detectată o rețea, invertoarele atașate nu vor produce energie pentru a evita insularea, care ar putea cauza probleme de siguranță.

## Invertoare solare de pompare
Invertoarele solare avansate de pompare convertesc tensiunea de CC din ansamblul de panouri solare în tensiune de CA pentru a alimenta pompele submersibile direct, fără a fi nevoie de baterii sau alte dispozitive de stocare a energiei. Utilizând MPPT (urmărirea punctului de putere maximă), invertoarele solare de pompare reglează frecvența de ieșire pentru a controla viteza pompelor și pentru a salva motorul pompei de deteriorare.
Invertoarele solare de pompare au de obicei mai multe porturi pentru a permite intrarea curentului continuu generat de ansambluri de panouri fotovoltaice, un port pentru a permite ieșirea tensiunii de curent alernativ și un alt port pentru intrarea semnalului de la un senzor de nivel al apei.

## Invertor trifazat
Un invertor trifazat este un tip de microinvertor solar proiectat special pentru a furniza energie electrică trifazată. În modelele convenționale de microinvertoare care funcționează cu putere monofazată, energia din panou trebuie stocată în perioada în care tensiunea trece prin zero, ceea ce fac de două ori pe ciclu (la 50 sau 60 Hz). Într-un sistem trifazat, pe tot parcursul ciclului, unul dintre cele trei fire are o tensiune pozitivă (sau negativă), astfel încât nevoia de stocare poate fi redusă foarte mult prin transferul ieșirii panoului la fire diferite în timpul fiecărui ciclu. Reducerea stocării de energie scade semnificativ prețul și complexitatea pieselor convertorului, precum și potențial crește durata de viață a acestuia.

### Concept

#### Introducere
Puterea de curent alternativ convențională este un model de tensiune sinusoidal care se repetă pe o perioadă definită. Aceasta înseamnă că, în timpul unui singur ciclu, tensiunea trece prin zero de două ori. În sistemele europene tensiunea la priză are maximum 230V și cicluri de 50 de ori pe secundă, ceea ce înseamnă că de 100 de ori pe secundă unde tensiunea este zero, în timp ce sistemele din America de Nord sunt la 120V 60Hz sau 120 de tensiuni zero pe secundă.
Invertoarele ieftine pot converti puterea de CC în CA pur și simplu prin pornirea și oprirea părții de alimentare în CC de 100 de ori pe secundă, și inversând tensiunea la fiecare ciclu. Rezultatul este o undă pătrată care este suficient de aproape de curentul alternativ sinusoidal pentru multe dispozitive. Cu toate acestea, acest tip de soluție nu este utilă în cazul energiei solare, unde scopul este de a converti cât mai mult din puterea energiei solare în curent alternativ. Dacă se utilizează aceste tipuri ieftine de invertoare, toată puterea generată în timpul în care partea de curent continuu este oprită se pierde pur și simplu și aceasta reprezintă o cantitate semnificativă din fiecare ciclu.
Pentru a rezolva acest lucru, invertoarele solare folosesc o anumită formă de stocare a energiei pentru a păstra puterea panoului în acele perioade de trecere prin zero. Când tensiunea de CA depășește tensiunea din stocare, aceasta din urmă este pusă la ieșire împreună cu orice energie dezvoltată de panou în acel moment. În acest fel, energia produsă de panou pe parcursul întregului ciclu este în cele din urmă trimisă la ieșire.
Problema acestei abordări este cantitatea de energie stocată necesară atunci când este conectat la un panou solar tipic modern care poate fi asigurată numai din punct de vedere economic prin utilizarea condensatoarelor electrolitice. Acestea sunt relativ ieftine, dar au moduri de degradare bine cunoscute, ceea ce înseamnă că au o speranță de viață de ordinul unui deceniu. Acest lucru a dus la o mare dezbatere în industrie asupra faptului dacă microinvertoarele sunt sau nu o idee bună, deoarece atunci când acești condensatori încep să se defecteze la sfârșitul duratei de viață așteptate, înlocuirea lor va necesita îndepărtarea panourilor, adesea de pe acoperiș.

#### Trifazic

Curentul alternativ (verde) trece în mod repetat prin tensiune zero, timp în care energia din panou trebuie stocată sau pierdută. Puterea trifazată (albastru) rămâne pozitivă pe tot parcursul ciclului său și, prin urmare, necesită stocare puțină sau deloc.

În comparație cu curentul normal de uz casnic pe două fire, curentul de pe partea de livrare a rețelei electrice utilizează trei fire și faze. La orice moment dat, suma celor trei este întotdeauna pozitivă (sau negativă). Deci, în timp ce orice fir dat dintr-un sistem trifazat suferă evenimente de trecere prin zero exact în același mod ca și curentul de uz casnic, sistemul în ansamblu pur și simplu doar fluctuează între valoarea maximă și o valoare puțin mai mică.
Un microinvertor conceput special pentru alimentarea trifazată poate elimina o mare parte din spațiul de stocare necesar selectând pur și simplu care fir este cel mai apropiat de propria sa tensiune de funcționare la un moment dat. Un sistem ar putea selecta pur și simplu firul care este cel mai aproape de tensiunea maximă, trecând la următoarea linie atunci când aceasta începe să se apropie de maxim. În acest caz, sistemul trebuie doar să stocheze cantitatea de energie de la vârf până la minimul ciclului în ansamblu, care este mult mai mică atât ca diferență de tensiune, cât și ca timp.
Acest lucru poate fi îmbunătățit și mai mult prin selectarea firului care este cel mai aproape de propria sa tensiune de curent continuu la un moment dat, în loc să comute periodic de la un fir la altul. În orice moment, două dintre cele trei fire vor avea o tensiune pozitivă (sau negativă), iar utilizarea celei mai apropiate de tensiunea din partea de curent continuu va beneficia de ușoare îmbunătățiri ale eficienței hardware-ului de conversie.
Reducerea sau eliminarea totală a cerințelor de stocare a energiei simplifică dispozitivul și elimină singura componentă care se așteaptă să-i definească durata de viață. În loc de un deceniu, un microinvertor trifazat ar putea fi construit pentru a rezista pe toată durata de viață a panoului. Un astfel de dispozitiv ar fi, de asemenea, mai ieftin și mai puțin complex, la prețul necesar ca fiecare invertor să se conecteze la toate cele trei linii, ceea ce poate duce totuși la mai multe cabluri.

#### Dezavantaje
Dezavantajul principal al conceptului de invertor trifazat este că numai locațiile cu energie trifazică pot beneficia de aceste sisteme. Curentul trifazat este disponibil la scară de utilitate și în spații comerciale, și tocmai acestor piețe le-au fost destinate sistemele. Cu toate acestea, principalele dezavantaje ale conceptului de microinvertor implică problemele de umbrire și orientare a panoului, iar în cazul sistemelor mari, acestea sunt ușor de rezolvat prin simpla mutare a panourilor. Beneficiile micro-sistemului trifazat sunt foarte limitate pentru cazul rezidențial cu un spațiu de lucru limitat.
Începând cu anul 2014, observatorii credeau că micro-sistemele trifazate nu au reușit încă să atingă punctul de preț avantajos. În plus, costurile de cablare pentru microinvertoarele trifazate sunt de așteptat să fie mai mari.

#### Combinarea fazelor
Este important contrastul dintre un invertor trifazat nativ și trei microinvertoare monofazate conectate la ieșire în trei faze. Acesta din urmă este caracteristic la majoritatea modelelor de invertoare, permițând conectarea împreună a trei invertoare identice, fiecare printr-o pereche de fire, într-un circuit trifazat. Rezultatul este o energie trifazată, dar fiecare invertor din sistem produce o singură fază. Aceste tipuri de soluții nu beneficiazăă de nevoile reduse de stocare a energiei menționate mai sus.

## Microinvertoare solare

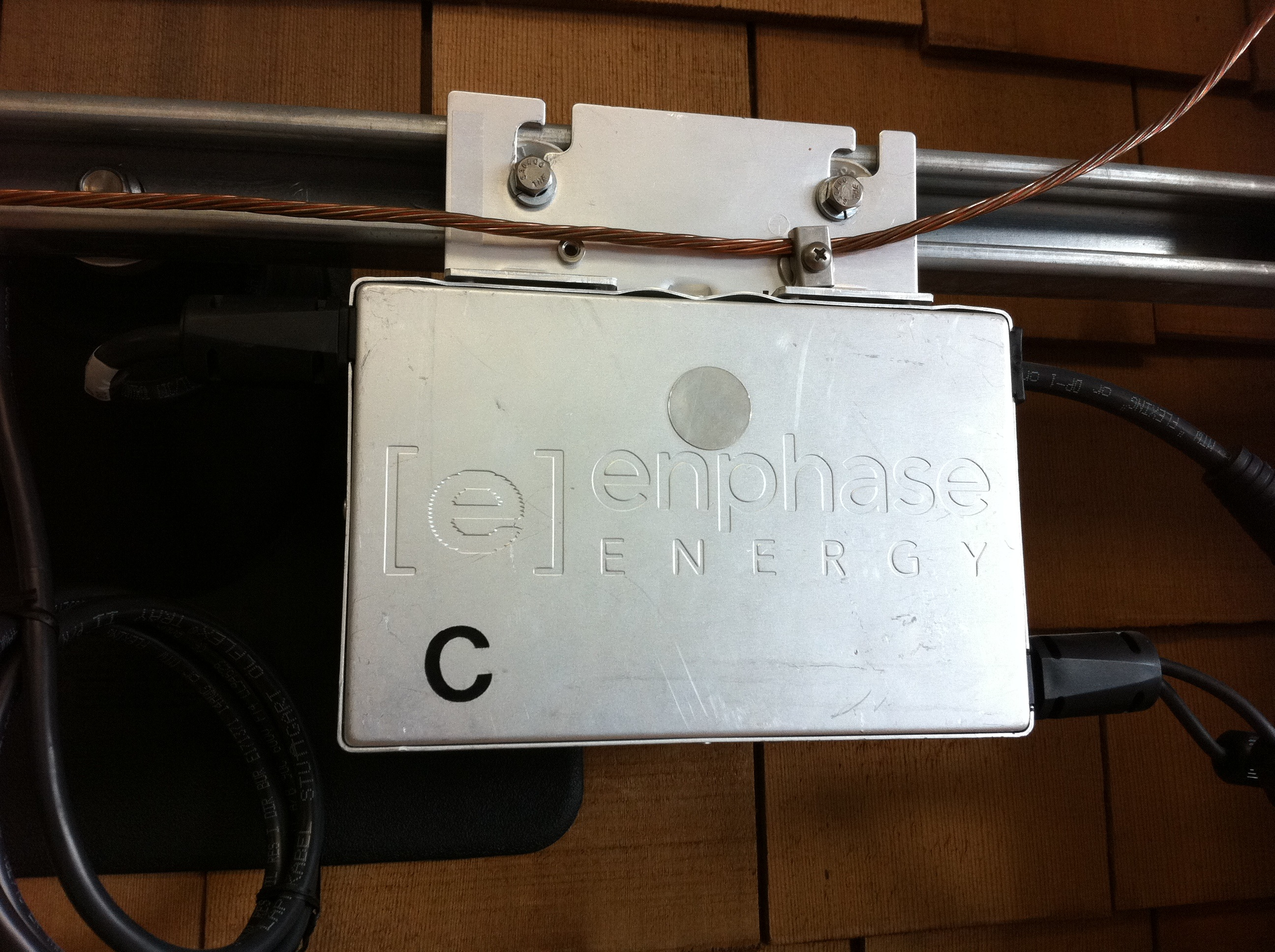
Un micro-invertor solar în curs de instalare. Firul de împământare este atașat la cutie, iar conexiunile CC ale panoului sunt atașate la cablurile din dreapta jos. Cablul de CA trece în partea de sus (abia vizibil).

Micro-invertorul solar este un invertor proiectat să funcționeze cu un singur panou fotovoltaic. Micro-invertorul convertește curentul continuu de ieșire de la fiecare panou în curent alternativ. Designul său modular permite conectarea în paralel a mai multor unități independente.
Avantajele micro-invertorului includ optimizarea puterii unui singur panou, funcționarea independentă a fiecărui panou, instalare ușoară, siguranță la incendiu, costuri minime cu proiectarea sistemului.
Un studiu din anul 2011 de la Universitatea de Stat Appalachian a arătat că configurarea individuală a invertorului integrat produce cu aproximativ 20% mai multă energie în condiții neumbrite și cu 27% mai multă energie în condiții de umbrire, comparativ cu configurația conectată în șir folosind un singur invertor. Ambele configurații au folosit panouri solare identice.

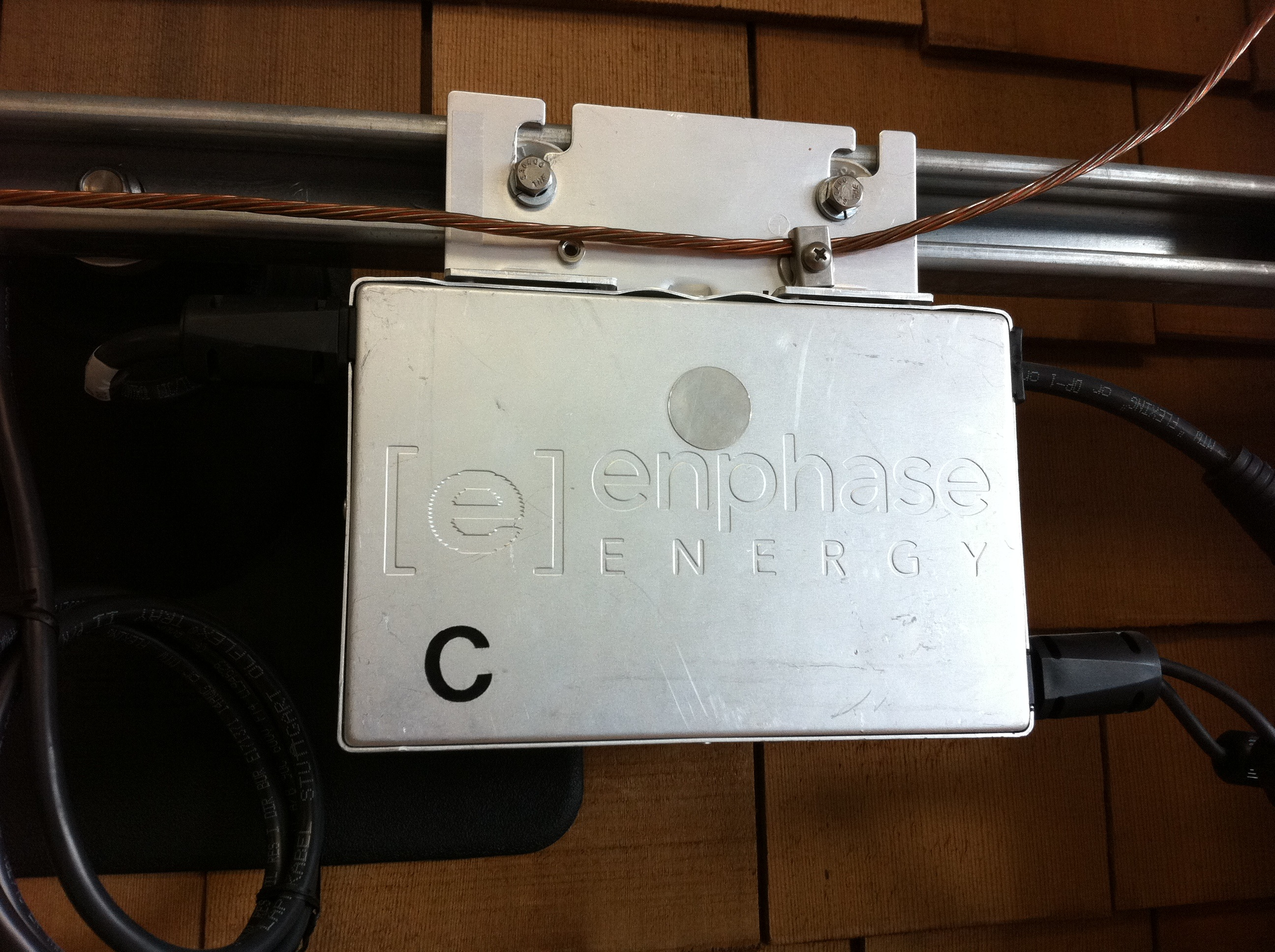
Un micro-invertor solar.

Un microinvertor solar, sau pur și simplu microinvertor, este un dispozitiv folosit în fotovoltaice care convertește curentul continuu (CC) generat de un singur modul solar în curent alternativ (CA). Microinvertoarele se deosebesc de invertoarele solare convenționale și centrale, în care un singur invertor este conectat la mai multe panouri solare. Ieșirea de la mai multe microinvertoare poate fi combinată și adesea introdusă în rețeaua electrică.
Microinvertoarele au unele avantaje față de invertoarele convenționale. Principalul avantaj este că izolează electric panourile unul de altul, astfel încât cantități mici de umbrire, dungi de praf sau zăpadă de pe oricare modul solar, sau chiar o defecțiune completă a modulului, nu reduc disproporționat puterea întregului ansamblu. Fiecare microinvertor recoltează puterea optimă prin urmărirea punctului de putere maximă (MPPT) din panoul la care este conectat. Simplitatea în proiectarea sistemului, conductori de amperaj mai scăzut și siguranță sporită sunt alți factori introduși de soluția cu microinvertoare.
Printre dezavantajele unui microinvertor este un cost pe watt de vârf mai mare decât al unui invertor central de putere echivalentă, deoarece fiecare invertor trebuie instalat adiacent unui panou (și de obicei pe un acoperiș). Acest lucru le face mai greu de întreținut și mai scump de îndepărtat și înlocuit. Unii dintre producători au abordat și aceste probleme pentru panourile cu microinvertoare încorporate. Un microinvertor are de obicei o durată de viață mai mare decât un invertor central, care va trebui înlocuit pe durata de viață a panourilor solare. Prin urmare, dezavantajul financiar inițial se poate transforma într-un avantaj pe termen mai lung.
Un optimizator de putere este un tip de tehnologie similară cu un microinvertor și, de asemenea, un optimizator de putere utilizează urmărirea punctului de putere maximă la nivel de panou, dar nu convertește în CA la nivel de modul.

### Descriere

#### Invertor de șiruri
Panourile solare produc curent continuu la o tensiune care depinde de dimensiunile modulului și de condițiile de iluminare. Modulele mai moderne care folosesc celule de 6 țoli conțin de obicei 60 de celule și produc o tensiune nominală de 24-30V (iar invertoarele acceptă 24-50 V).
Pentru conversie în CA, panourile pot fi conectate în serie pentru a produce un ansamblu care efectiv este echivalent cu un panou mai mare, având o tensiune nominală de 300 până la 600 Vcc. Energia este apoi transferată la invertor, care o transformă în tensiune de CA, de obicei 230Vca/ 50Hz sau 240Vca/ 60Hz.
Principala problemă a abordării cu invertor de șir este că șirul de panouri se comportă ca și cum ar fi un singur panou mai mare, cu un curent nominal maxim echivalent cu cel mai slab performant din șir. De exemplu, dacă un panou dintr-un șir are o rezistență cu 5% mai mare din cauza unui defect minor de fabricație, întregul șir suferă o pierdere de performanță cu 5%. Această situație este dinamică. Dacă un panou este umbrit, ieșirea sa scade dramatic, afectând ieșirea șirului, chiar dacă celelalte panouri nu sunt umbrite. Chiar și modificările mici ale orientării pot cauza pierderi de producție în acest mod. În industrie, acest lucru este cunoscut sub numele de „efectul luminilor de Crăciun”, referindu-se la modul în care un întreg șir de lumini de pom de Crăciun înșirate în serie se va defecta dacă un singur bec se defectează. Cu toate acestea, acest efect nu este în întregime prezent și ignoră interacțiunea complexă dintre urmărirea punctului de putere maximă a invertorului de șir modern și diodele de bypass ale modulelor. Studiile de umbrire realizate de companiile mari de microinvertoare și de optimizatoare de CC arată mici câștiguri anuale în condiții de umbrire ușoară, medie și puternică – 2%, 5% și, respectiv, 8% – față de un invertor cu șir mai vechi.
În plus, eficiența ieșirii unui panou este puternic afectată și de sarcina pe care o reprezintă invertorul. Pentru a maximiza producția, invertoarele folosesc o tehnică denumită urmărirea punctului de putere maximă pentru a asigura o recoltare optimă a energiei prin ajustarea sarcinii aplicate. Dar, aceleași probleme care fac ca ieșirea să varieze de la un panou la altul, afectează și sarcina adecvată pe care ar trebui să o aplice sistemul MPPT. Dacă un singur panou funcționează la un punct diferit, un invertor șir poate vedea doar modificarea generală și mută punctul MPPT pentru a se potrivi cu aceasta. Rezultat nu include numai pierderile de la panoul umbrit, ci și de la celelalte panouri. O umbrire de până la 9% din suprafața unui ansamblu poate să reducă puterea întregului sistem cu până la 54%. Aceste pierderi anuale de randament sunt relativ mici, iar tehnologiile mai noi permit unor invertoare de șir să reducă semnificativ efectele unei umbriri parțiale.
O altă problemă este că invertoarele de șir sunt disponibile într-o varietate mai redusă de puteri nominale. Aceasta înseamnă că pentru un anumit ansamblu crește dimensionarea invertorului la următorul model ca mărime peste valoarea nominală a ansamblului de panouri. De exemplu, un ansamblu cu 10 panouri de 2300W ar putea să folosească un invertor de 2500 sau chiar 3000W, incluzând și costul capacității de conversie pe care nu o poate folosi. Aceeași problemă face dificilă modificarea dimensiunii ansamblului în timp, adăugând putere atunci când sunt disponibile fondurile (modularitate). Dacă clientul a cumpărat inițial un invertor de 2500 W pentru 2300 W de la panouri, acesta nu pot adăuga nici măcar un singur panou fără a suprasolicita invertorul. Cu toate acestea, această supradimensionare este considerată o practică obișnuită în industria de astăzi (uneori cu 20% peste valoarea nominală a invertorului) pentru a ține seama de degradarea modulelor, performanțe mai mari în lunile de iarnă sau pentru a realiza o vânzare mai mare către rețea.
Alte provocări asociate cu invertoarele centralizate includ spațiul necesar pentru a fixa dispozitivul, precum și cerințele de disipare a căldurii. Invertoarele centrale mari sunt răcite activ. Ventilatoarele de răcire produc zgomot și trebuie luată în considerare amplasarea invertorului față de birouri și zone ocupate. Deoarece ventilatoarele de răcire au părți în mișcare, murdăria, praful și umiditatea le pot afecta negativ performanța în timp. Invertoarele de șir sunt mai silențioase, dar ar putea produce un bâzâit după-amiaza târziu, când puterea invertorului este mai scăzută.

#### Microinvertor
Microinvertoarele sunt mici, concepute pentru a gestiona ieșirea unui singur panou sau a unei perechi de panouri. Panourile atașate la rețea sunt în mod normal evaluate între 225 și 275 W, dar rareori produc acest nivel în practică, astfel încât microinvertoarele sunt de obicei evaluate între 190 și 220W (uneori, 100 W). Deoarece funcționează la un punct de putere mai scăzut, multe probleme inerente modelelor mai mari dispar; necesitatea unui transformator mare este în general eliminată, condensatoarele electrolitice mari pot fi înlocuite cu altele mai fiabile cu peliculă subțire, iar sarcinile de răcire sunt mici, astfel încât să nu fie nevoie de ventilatoare. Timpul mediu dintre defecțiuni (MTBF) este de câteva sute de ani.
Un microinvertor atașat la un singur panou permite izolarea și să reglarea ieșiriiacelui panou. Orice panou care are performanțe mai slabe nu are niciun efect asupra panourilor din jurul său. Ansamblul produce cu până la 5% mai multă energie decât ar face-o cu un invertor de șir. Atunci când este luată în considerare umbrirea, dacă este prezentă, aceste câștiguri pot deveni considerabile, producătorii susținând în general o producție mai bună cu 5% până la 25% în unele cazuri. În plus, un singur model poate fi utilizat cu o mare varietate de panouri, și panouri noi pot fi adăugate la un ansamblu în orice moment și nu trebuie să aibă aceleași caracteristici ca panourile existente.
Microinvertoarele produc curent alternativ care corespunde celui al rețelei direct în spatele fiecărui panou solar. Ansamblurile de panouri sunt conectate în paralel între ele și apoi la rețea. Acest lucru are avantajul major că un singur panou sau invertor defect nu poate scoate întregul șir din funcțiune. În combinație cu puterea și sarcina termică mai scăzută și MTBF îmbunătățit, unii sugerează că fiabilitatea generală a ansamblului unui sistem bazat pe microinvertor este semnificativ mai mare decât a unuia bazat pe un invertor de șir. În plus, atunci când apar defecțiuni, acestea sunt identificabile într-un singur punct, spre deosebire de un șir întreg. Acest lucru nu numai că face izolarea defecțiunilor mai ușoară, dar demască probleme minore care altfel ar putea să nu devină vizibile – un singur panou cu performanțe slabe poate să nu afecteze suficient de mult ieșirea unui șir lung pentru a fi observat.

#### Dezavantaje
Principalul dezavantaj al conceptului de microinvertor a fost, până de curând, costul. Deoarece fiecare microinvertor trebuie să dubleze o mare parte din complexitatea unui invertor de șir, dar să o distribuie pe o putere mai mică, costurile pe watt sunt mai mari. Acest lucru compensează orice avantaj în ceea ce privește simplificarea componentelor individuale. La fel ca invertoarele de șir, considerentele economice obligă producătorii să limiteze numărul de modele pe care le produc. Majoritatea produc un singur model care poate fi supradimensionat sau subdimensionat atunci când se potrivește cu un anumit panou.
În multe cazuri, ambalajul poate avea un efect semnificativ asupra prețului. Un invertor central este posibil să aibă un singur set de conexiuni la panou pentru zeci de panouri, o singură ieșire de CA și o cutie. Instalațiile cu microinvertoare mai mari de aproximativ 15 panouri pot necesita o cutie de întrerupătoare, tip „combinator” montată pe acoperiș.
Pentru a reduce costurile, unele modele controlează două sau trei panouri de la un singur invertor, reducând ambalajul. Unele sisteme plasează două micro-uri întregi într-o singură cutie, în timp ce altele dublează doar secțiunea MPPT a sistemului și folosesc o singură etapă de conversie CC-CA pentru reducerea costului. Odată cu scăderea constantă a prețurilor, introducerea microinvertoarelor duale și apariția unor varietăți mai largi de modele pentru a se potrivi mai îndeaproape cu producția de module fotovoltaice, costul a scăzut.
Microinvertoarele sunt obișnuite acolo unde dimensiunile ansamblului de panouri sunt mici și maximizarea performanței de la fiecare panou este importantă. În aceste cazuri, diferența de preț-pe-watt este redusă la minim datorită numărului mic de panouri și are un efect redus asupra costului general al sistemului. Îmbunătățirea recoltei de energie dată de un ansamblu de dimensiuni fixe poate compensa această diferență de cost. Din acest motiv, microinvertoarele au avut cel mai mare succes pe piața rezidențială, unde spațiul limitat pentru panouri constrânge dimensiunea ansamblului, iar umbrirea de la copacii sau alte obiecte din apropiere este adesea o problemă.
Un dezavantaj adesea trecut cu vederea al microinvertoarelor este costul viitor de operare și întreținere asociat acestora. În timp ce tehnologia s-a îmbunătățit de-a lungul anilor, rămâne problema că dispozitivele în cele din urmă fie se vor defecta, sau se vor uza. Instalatorul trebuie să echilibreze aceste costuri de înlocuire, riscuri crescute de siguranță pentru personal, echipamente și rafturi de module cu marjele de profit pentru instalare. Pentru proprietarii de case, eventuala uzură sau defecțiuni premature ale dispozitivului vor introduce daune potențiale ale țiglelor sau șindrilei, daune materiale și alte neplăceri.

#### Avantaje
În timp ce microinvertoarele au, în general, o eficiență mai mică decât invertoarele de șir, eficiența generală este crescută datorită faptului că fiecare unitate de panou acționează independent. La o onfigurație cu șir, când un panou dintr-un șir este umbrit, ieșirea întregului șir de panouri este redusă până la nivelul ieșirii panoului cu cel mai mic nivel de producție. Acest lucru nu se întâmplă și în cazul microinvertoarelor.
Un alt avantaj se regăsește în calitatea ieșirii panoului fotovoltaic. Puterea nominală a oricăror două panouri din aceeași serie de producție poate varia cu până la 10% sau mai mult. Acest lucru este atenuat într-o configurație cu microinvertor, dar nu și într-o configurație cu șir. Rezultatul este colectarea maximă a energiei de la un ansamblu cu microinvertoare.
Sistemele cu microinvertoare pot fi modificate mai ușor, atunci când cererea de energie crește sau scade în timp. Deoarece fiecare panou solar cu microinvertor este un sistem mic, acesta acționează într-o anumită măsură independent. Aceasta înseamnă că adăugarea unuia sau mai multor panouri va furniza doar mai multă energie, atâta timp cât limitele grupului de electricitate asigurat dintr-o casă sau clădire nu sunt depășite. În cazul invertoarelor de șir dimensiunea invertorului trebuie să fie în conformitate cu cantitatea de panouri sau cu puterea de vârf. Alegerea unui invertor de șir supradimensionat este posibilă, atunci când este prevăzută o extindere viitoare, dar o astfel de prevedere pentru un viitor incert crește costurile în orice caz.
Monitorizarea și întreținerea sunt, de asemenea, mai ușoare, deoarece mulți producători de microinvertoare oferă aplicații sau site-uri web pentru a monitoriza puterea de ieșire a unităților lor. În multe cazuri, acestea sunt proprietare; cu toate acestea, acesta nu este întotdeauna cazul. 

#### Microinvertoare trifazate
Conversia eficientă a puterii de curent continuu în curent alternativ necesită ca invertorul să stocheze energia de la panou în timp ce tensiunea de curent alternativ a rețelei este aproape de zero și apoi să o elibereze din nou când crește. Acest lucru necesită cantități considerabile de stocare a energiei într-un spațiu redus. Opțiunea cu cel mai mic cost pentru cantitatea necesară de stocare sunt condensatoarele electrolitice, dar acestea au durate de viață scurte, măsurate în mod normal în ani, sau mai scurte atunci când sunt exploatate la cald, ca pe un panou solar de pe acoperiș. S-a introdus o varietate de topologii de conversie cu cerințe de stocare reduse, folosind condensatori cu peliculă subțire mult mai puțin capabili, dar cu o durată de viață mai mare.
Energia electrică trifazată reprezintă o altă soluție la problemă. Într-un circuit trifazat, tensiunea nu variază între +120 și -120V între două linii, dar variază în schimb între 60 și +120 sau -60 și -120V, și perioadele de variație sunt mult mai scurte. Invertoarele concepute pentru a funcționa în sisteme trifazate necesită mai puțină stocare. Un micro trifazat care utilizează comutația la tensiune zero poate oferi, de asemenea, o densitate mai mare a circuitului și componente cu costuri mai mici, îmbunătățind în același timp eficiența conversiei la peste 98%, mai bine decât maximul monofazat tipic de 96%.
Cu toate acestea, sistemele trifazate sunt în general privite ca adecvate numai pentru medii industriale și comerciale. Aceste piețe instalează în mod normal ansambluri mai mari, unde sensibilitatea la preț este cea mai mare.

### Protecție
Protecția microinvertoarelor include de obicei protecții anti-insulare; la scurt circuit; la polaritate inversă, la voltaj scăzut, la supratensiune și la supra-temperatură.

### Utilizări portabile
Panoul solar pliabil cu microinvertoare CA poate fi folosit pentru a reîncarca laptopurile și unele vehicule electrice.

### Istorie
Conceptul de microinvertor a apărut încă de la începuturile industriei fotovoltaice. Invertoarele mici erau disponibile de la companii precum ExelTech și altele, dar acestea erau pur și simplu versiuni mici ale modelelor mai mari, cu performanțe de preț slabe și erau destinate piețelor de nișă.

#### Exemple timpurii

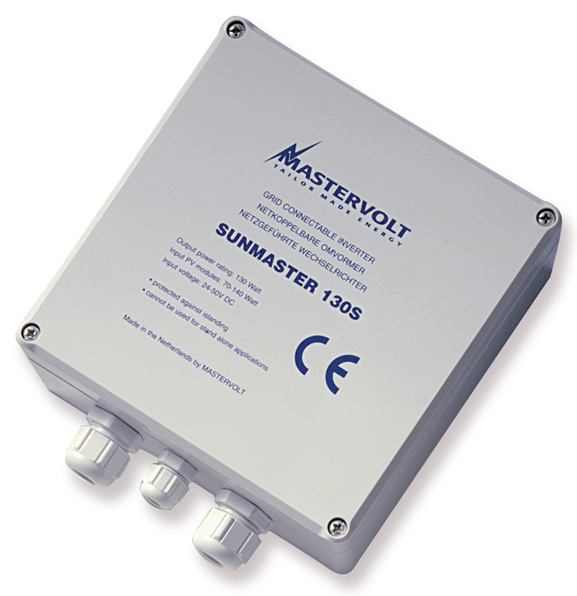
Lansat în 1993, Sunmaster 130S de la Mastervolt a fost primul microinvertor adevărat.

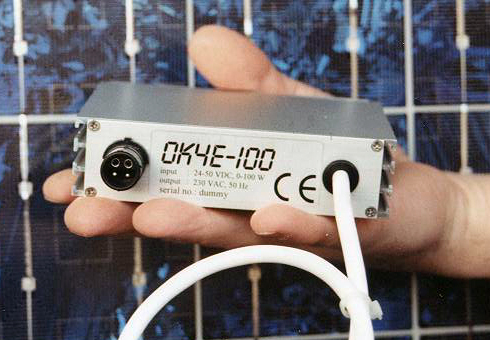
Un alt microinvertor timpuriu, din 1995, OK4E-100-E pentru Europa, 100 pentru 100 wați.

În anul 1991, compania americană Ascension Technology a început să lucreze la ceea ce era o versiune redusă a unui invertor tradițional, destinat montării pe un panou pentru a forma un panou de curent alternativ. S-au bazat pe regulatorul liniar convențional, care nu este deosebit de eficient și disipează foarte multă căldură. În anul 1994 au trimis un exemplu la Sandia Labs pentru testare, iar în anul 1997 Ascension a colaborat cu compania americană de panouri ASE Americas pentru a introduce modelul de panou de 300W SunSine.
Ceea ce ar fi astăzi recunoscut ca un „adevărat” microinvertor, își găsește istoria în lucrările de la sfârșitul anilor 1980 ale lui Werner Kleinkauf la ISET (Institut für Solare Energieversorgungstechnik), acum devenit Institutul Fraunhofer pentru Tehnologia Energiei Eoliene și a Sistemelor Energetice. Modelele s-au bazat pe tehnologia modernă de alimentare în comutație de înaltă frecvență, mult mai eficientă. Lucrările sale privind „convertoarele integrate cu module” au avut o mare influență, mai ales în Europa.
În anul 1993, Mastervolt au introdus primul lor invertor atașat la rețea, Sunmaster 130S, bazat pe un efort de colaborare între Shell Solar, Ecofys și ECN. Modelul 130 a fost proiectat pentru a fi montat direct pe partea din spate a panoului, conectând ambele linii de CA și CC cu fitinguri de compresie. În anul 2000, acel model a fost înlocuit cu Soladin 120, un microinvertor sub forma unui adaptor de curent alternativ care permite conectarea panourilor pur și simplu prin conectarea lor la o priză de perete. 
În anul 1995, OKE-Services a proiectat o nouă versiune de înaltă frecvență cu o eficiență îmbunătățită, care a fost introdusă comercial sub numele de OK4-100 și redenumită pentru vânzările din SUA sub numele de Trace Microsine.
Până în anul 2003 însă, majoritatea acestor proiecte s-au încheiat. Ascension Technology a fost achiziționată de Applied Power Corporation, un mare integrator. APC a fost la rândul său achiziționat de Schott în 2002. Mastervolt a trecut la o linie de „mini-invertoare” care combină ușurința de utilizare a modelului 120 într-un sistem conceput să suporte până la 600 W de panouri.

#### Enphase
În urma prăbușirii telecomurilor din anul 2001, Martin Fornage căuta noi proiecte. Când a observat performanța redusă a invertorului de șir pentru rețeaua solară de la ferma sa, a găsit proiectul pe care îl căuta. În anul 2006, a înființat Enphase Energy împreună cu un alt inginer Raghu Belur, și-au petrecut anul următor aplicându-și expertiza din proiectarea de telecomunicații la problema invertorului.
Lansat în anul 2008, modelul Enphase M175 a fost primul microinvertor cu succes comercial. Susținut de 100 de milioane de dolari din capitaluri private, Enphase a crescut rapid până la 13% cota de piață până la jumătatea anului 2010. Ei și-au livrat al 500.000-lea invertor la începutul lui 2011 și al 1.000.000-lea în septembrie același an. La începutul lui 2011, ei au anunțat că versiunile re-branded ale noului design vor fi vândute de Siemens direct contractorilor electrici pentru distribuție pe scară largă.

### Marii jucători
Succesul lui Enphase nu a trecut neobservat, din anul 2010 o mulțime de concurenți au intrat și au părăsit în mare parte domeniul.
Firme mai mari au intervenit și ele în domeniu: SMA, Enecsys și iEnergy.
Power-One a introdus modelele AURORA 250 și 300. Alți jucători importanți în jurul anului 2010 au inclus Enecsys și SolarBridge Technologies, în special în afara pieței nord-americane. În 2021, singurul microinvertor fabricat în SUA este de la Chilicon Power. Din 2009, mai multe companii din Europa până în China, inclusiv producători importanți de invertoare centrale, au lansat microinvertoare - validând microinvertorul ca tehnologie consacrată și una dintre cele mai mari schimbări tehnologice din industria fotovoltaică din ultimii ani.
APsystems comercializează invertoare pentru până la patru module solare și microinvertoare, inclusiv YC1000, trifazate cu o ieșire CA de până la 1130 wați.
Numărul producătorilor a scăzut de-a lungul anilor. În 2019, puținele firme rămase includeau Enphase care a achiziționat SolarBridge în 2021, Omnik Solar și Chilicon Power (achiziționat de Generac în iulie 2021).
În anul 2021, lista marilor companii fotovoltaice care au colaborat cu companii de microinvertoare pentru a produce și vinde panouri solare de CA includea firmele BenQ, Canadian Solar, LG, SunPower, Sharp Solar, Suntech, Siemens, Trina Solar și Qcells.

## Piață
Începând cu anul 2019, eficiența conversiei pentru convertoarele solare de ultimă generație a atins peste 98%. În timp ce invertoarele de șir sunt utilizate în sistemele fotovoltaice rezidențiale până la comerciale de dimensiuni medii, invertoarele centrale acoperă piața comercială mare și la scară largă.
| Tip | Putere                          | Eficiență (a) | Cotă Piață(b) | Remarci                                                                                         |
| --- | ------------------------------- | ------------- | ------------- | ----------------------------------------------------------------------------------------------- |
| Invertor de șiruri | până la 150 kWp (c)             | 98%           | 61,6%         | Cost (b) 0,05-0,17 EUR per watt-vârf. Ușor de înlocuit.                                         |
| Invertor central | peste 80 kWp                    | 98,5%         | 36,7%         | 0,04 EUR pe watt-vârf. Fiabilitate ridicată. Adesea vândut împreună cu un contract de servicii. |
| Micro-invertor | domeniul de putere al modulului | 90%–97%       | 1,7%          | 0,29 EUR pe watt-vârf. Probleme de ușurință de înlocuire.                                       |
| Convertor CC/CC (Optimizator de putere) | domeniul de putere al modulului | 99,5%         | 5,1%          | 0,08 EUR pe watt-vârf. Probleme de ușurință de înlocuire. Invertorul este încă necesar.         |
| Sursa: date IHS Markit 2020, observații Fraunhofer ISE 2020, din: Photovoltaics Report 2020, p. 39, PDF Note : (a) cele mai bune eficiențe afișate, (b) cota de piață și costul pe watt sunt estimate, (c) kWp = kilo watt-vârf, (d) Cota totală de piață este mai mare de 100% deoarece convertoarele CC/CC sunt obligatoriu asociate cu invertoare de tip șir. |                                 |               |               |                                                                                                 |

### Scăderi de preț
Perioada dintre anii 2009 și 2012 a inclus o mișcare fără precedent a prețurilor pe piața de fotovoltaice. La începutul acestei perioade, prețul cu ridicata pentru panouri era în general în jur de 2,00 - 2,50 USD/W, iar invertoarele între 50 și 65 de cenți/W. Până la sfârșitul anului 2012, panourile erau disponibile pe scară largă la 65 până la 70 de cenți, iar invertoarele de șir în jur de 30 până la 35 de cenți/W. Microinvertoarele s-au dovedit relativ imune la aceleași tipuri de scăderi de preț, trecând de la aproximativ 65 de cenți/W la 50-55.